# 埔里酒廠
23°58′08″N 120°57′38″E / 23.968754°N 120.960683°E
埔里酒廠，位於台灣南投縣埔里鎮市區的酒廠，由臺灣菸酒公司經營，主要生產紹興酒、愛蘭白酒與愛蘭囍酒(女兒紅)，因此也有別稱為紹興酒的故鄉。曾因洋酒的進口而大受衝擊，面臨關廠危機，以基層員工發起自救推動轉型，現在以觀光酒廠的經營方向轉型，每年入園人次高達130至150萬。對外開放供民眾參觀酒文物館、品酒、介紹紹興酒與愛蘭白酒的特色、產製及飲酒文化；以及販賣相關酒副產品，其中以紹興酒蛋與紹興香腸最為熱銷。

## 歷史

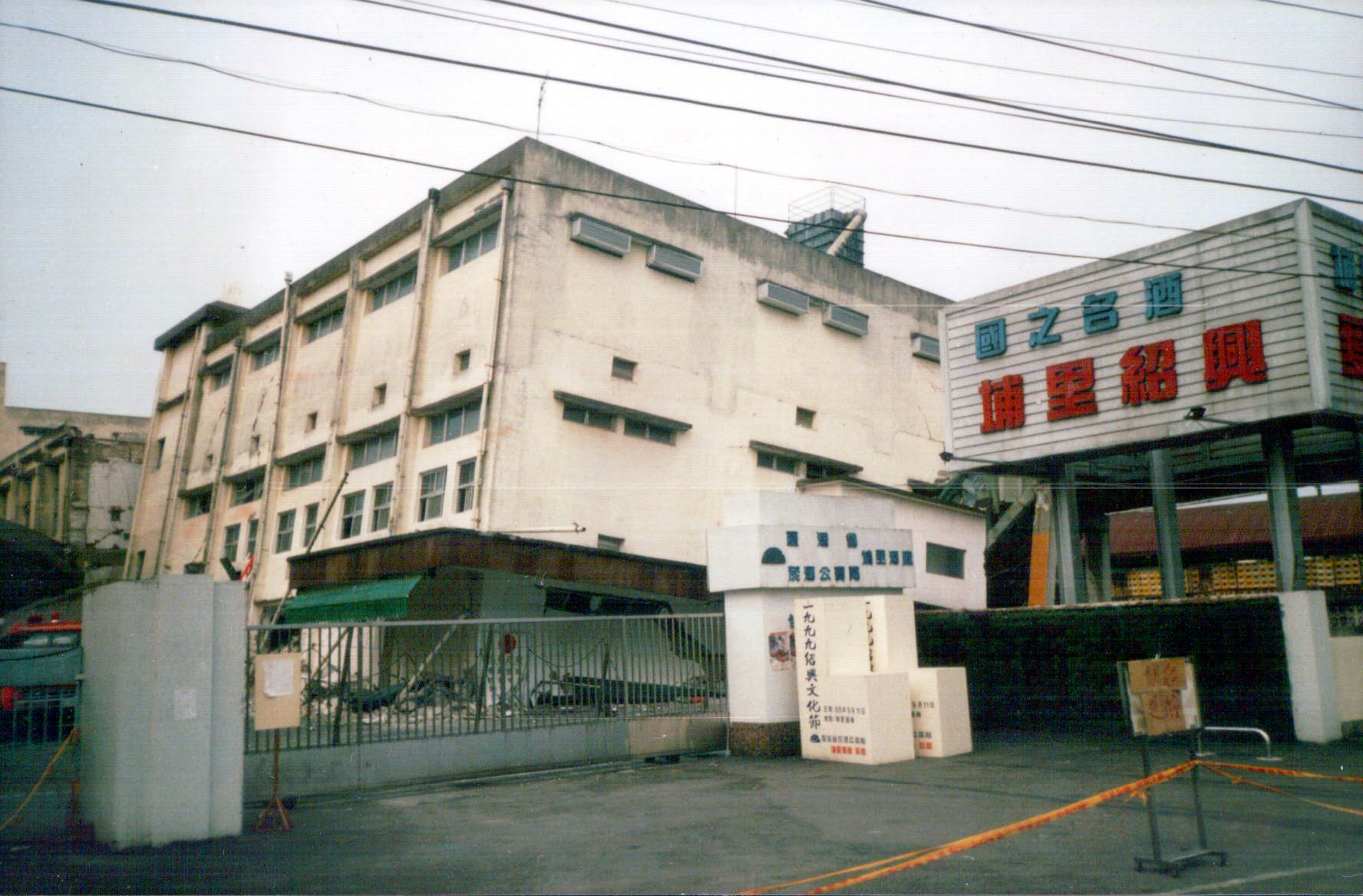
九二一地震，埔里酒廠部分廠房傾圮

### 日治時期
在臺灣實施酒專賣之前，因為埔里的天然環境，埔里地區已有兩所民間的酒廠，其一是在1909年7月，由游禮堂設立的「埔里社製酒組合」，另一是在1912年12月，由蘇逢時設立的「埔里社酒造株式會社」，而後者於1918年轉售給川澄惠之等日人，因而埔里酒廠為地方上最大的私營釀造酒廠，直到1922。臺灣總督府後來為了實施酒專賣，先於1922年4月11日在能高郡役所內，成立了「專賣局埔里出張所」臨時事務所。酒類專賣在1922年7月1日實施後，臺灣總督府專賣局徵收埔里社酒造株式會社，將埔里出張所設置於此，並將原本的酒場改為埔里出張所的「埔里酒工場」。埔里酒工場最初沿用埔里社酒造會社的造酒設備，並在1928年至1931年間陸續改建，可生產福祿清酒（萬壽理研酒）、金標米酒、銀標米酒、赤標米酒。
埔里出張所原僅負責酒類製造、販售、取締，並在同年9月開始負責當地菸草專賣，在1926年8月開始府則食鹽專賣，在1933年7月開始啤酒專賣，在1934年7月開始負責粗製樟腦和樟腦油製作業務，專賣的管轄範圍包含了臺中州能高郡、新高郡。
| 單位         | 執掌                                                                  |
| ------------ | --------------------------------------------------------------------- |
| 埔里酒工場   | 負責酒類生產                                                          |
| 霧社收納所   | 負責樟腦生產，下轄萬大巡視所、梅木巡視所、干卓萬巡視所，共有173個腦灶 |
| 埔里收納所   | 負責樟腦生產，下轄干バイバラ巡視所、干卓萬巡視所，共有151個腦灶       |
| 北山坑收納所 | 負責樟腦生產，共有26個腦灶                                            |

### 戰後
- 1945年中華民國政府接收台灣總督府轄區後，成立臺灣省專賣局，改隸為「臺灣省專賣局酒業公司台中酒廠埔里分廠」，開始生產芬芳酒（自福祿清酒改名而來）、白露酒（自米酒改名而來）[4]。
- 1947年，專賣局改制為公賣，以修復戰時破壞為目標。
- 1952年，利用埔里愛蘭泉水試製紹興酒成功並上市，為埔里酒廠的增產期。
- 1955年，大陳島撤退到台灣的大陳義胞，分配到南投縣埔里鎮紹興新村定居者，進入埔里酒廠工作。
- 1957年，改名為「臺灣省菸酒公賣局埔里酒廠」，陸續生產介壽酒、陳紹、狀元燒、狀元紅。
- 1960 年，埔里酒廠取代了「臺糖副產加工廠」成為地方上的最大產業。
- 1987年，臺灣開放進口洋酒，酒廠銷售量衰退，結合社區營造，開始尋求產業轉型，發展觀光產業。
- 1988年，「埔里陳年紹興酒」獲得世界希臘食品評鑑會的金質獎章。
- 1996年，愛蘭白酒上市，並成立台灣首座「酒文物館」。
- 1997年，取得ISO 9002國際品保認証。與日本雲海酒造交流，與埔里地方產業、餐廳結盟。
- 1999年，因發生九二一地震導致廠房受創、接受行政院九二一震災災後重建推動委員會指導整修後已經恢復原狀。
- 2000年，引發火災，影響製酒及觀光產業
- 2002年隨台灣省菸酒公賣局改制為臺灣菸酒股份有限公司，再更名為「臺灣菸酒股份有限公司埔里酒廠」。
- 2002、2004、2005年，「十年窖藏精釀陳紹」連續三年榮獲世界酒類評鑑會的金質獎章。

## 產業特色
- 酒製產品：主推紹興酒（十年窖藏陳年）、愛蘭白酒、愛蘭囍酒（女兒紅）之外，還有白蘭地（荔枝、玉山台灣白蘭地、福祿X.O）、葡萄酒（珍藏紅趜、極品紅趜）、威士忌 (OMAR單一麥芽威士忌、玉尊台灣威士忌、玉尊經典台灣威士忌)、香檳、鬱金香酒、紅酒、五糧陳酒、高粱酒（特曲、頂級陳年）、二鍋頭。

- 酒副產品：紹興酒冰棒（紅豆、芋頭、米糕、花生、大豆、鳳梨、百香果）、紹興米糕、紹興滷味(雞翅、鴨翅、鳳爪、雞胗等)、紹興香腸、紹興酒蛋、不老蛋、蛋糕、花雕雞泡麵、花雕雞米漢堡、酒香咖哩豬肉米漢堡、酒香麻油雞米漢堡等。

## 外部連結
- 臺灣菸酒股份有限公司-埔里酒廠 （页面存档备份，存于）